# Namaquanula
Namaquanula Herb. – rodzaj rzadkich roślin z rodziny amarylkowatych, obejmujący dwa gatunki, występujące endemicznie na pustyni w Richtersveld w Południowej Afryce oraz w południowej Namibii.
Nazwa naukowa rodzaju pochodzi od regionu Namaqualand.

## Morfologia
Wieloletnie rośliny zielne, geofity cebulowe, o wysokości do 15–18 cm. Cebula jajowata, o średnicy 1,5–4 cm, niekiedy tworząca cebulki przybyszowe, pokryta kilkoma kruchymi, jasnobrązowymi łuskami zewnętrznymi. Liście od 3 do 4, rzadziej mniej, dystychiczne, nieobecne w czasie kwitnienia, niemal wzniesione do rozłożystych, położone w wąskim wachlarzyku, nagie. Kwiaty zebrane po 6–18 w baldachowaty kwiatostan o średnicy do 70 mm, wyrastający na wzniesionym, nagim głąbiku. Baldach wsparty dwoma wąskolancetowatymi, błoniastymi podsadkami. Przysadki nitkowate. Okwiat promienisty, rozłożysty, gwiaździsty, bladoróżowy i brązowiejący z wiekiem. Listki okwiatu krótko zrośnięte u nasady w rurkę lub wolne, podługowatolancetowate, niekiedy z falistymi brzegami. Sześć pręcików o nitkach tworzących proksymalnie krótką rurkę lub wolnych, odosiowo u nasady pokrytych brodawkowatymi wyrostkami, niekiedy tuż nas nasadą z haczykiem położonym odosiowo. Główki pręcików podługowate, położone grzbietowo. Zalążnia dolna, trójkomorowa, z pojedynczym zalążkiem w każdej komorze. Miodniki położone przegrodowo. Szyjka słupka smukła, zakończona delikatnie trójdzielnym znamieniem. Owocem są małe torebki, o cienkich, błoniastych ściankach. Nasiona jajowate, mięsiste, czerwonawozielone.

## Systematyka
Pozycja systematyczna
Rodzaj z podplemienia Strumariinae, plemienia Amaryllideae, podrodziny amarylkowych Amaryllidoideae z rodziny amarylkowatych Amaryllidaceae.
Wykaz gatunków
- Namaquanula bruce-bayeri D.Müll.-Doblies & U.Müll.-Doblies
- Namaquanula bruynsii Snijman